# Ischnura evansi
Ischnura evansi – gatunek ważki z rodziny łątkowatych (Coenagrionidae).